# Zweedse kampioenschappen schaatsen allround
De Zweedse kampioenschappen schaatsen allround zijn een -in principe- jaarlijks verreden schaatstoernooi voor mannen en vrouwen.

## Mannen
De kampioenschappen worden verreden over een grote vierkamp (500, 1500, 5000 en 10.000 meter).
In 1895 werden de 500, 1500 en 5000 meter verreden, per afstand nam een wisselend deelnemersveld deel. Van 1943-1947 werd het allroundtoernooi over de kleine vierkamp (500, 1500, 3000 en 5000 meter) verreden. In 2011 en 2012 werd de 10.000 meter middels de massastart verreden.
N.B. de nummers-1 aangegeven met een * waren geen kampioen maar de klassementwinnaars (hierbij is de lijst van kampioenen op de website van de Svenska Skridskoförbundet (skridso.se) aangehouden).
| Jaar | IJsbaan, Plaats                                                             | Goud                                                                                        | Zilver                                                                                      | Brons                                                                                       |
| ---- | --------------------------------------------------------------------------- | ------------------------------------------------------------------------------------------- | ------------------------------------------------------------------------------------------- | ------------------------------------------------------------------------------------------- |
| 1895 | Hammerby Sjö, Stockholm                                                     | Frithiof Ericsson                                                                           |                                                                                             |                                                                                             |
| 1896 | Nybroviken, Stockholm                                                       | Frithiof Ericsson                                                                           | Sven P. Bodee                                                                               | Ernst Westling                                                                              |
| 1897 | Nybroviken, Stockholm                                                       | Ernst Westling                                                                              | Georg Bergström                                                                             | Reinhold Thorssin                                                                           |
|      |                                                                             |                                                                                             |                                                                                             |                                                                                             |
| 1899 | Nybroviken, Stockholm                                                       | Paul Behrens *                                                                              | Frithiof Ericsson                                                                           |                                                                                             |
|      |                                                                             |                                                                                             |                                                                                             |                                                                                             |
| 1902 | Nybroviken, Stockholm                                                       | David Jahrl                                                                                 | Josef Jahnzon                                                                               | Herman Soderbäck                                                                            |
|      |                                                                             |                                                                                             |                                                                                             |                                                                                             |
| 1904 | Nybroviken, Stockholm                                                       | Birger Carlsson                                                                             | Mauritz Öholm                                                                               | Arvid Åberg                                                                                 |
| 1905 | Hafen (Vid Hammen), Västerås                                                | geen kampioen (afgebroken; Herman Söderbäck enige deelnemer op drie afstanden)              | geen kampioen (afgebroken; Herman Söderbäck enige deelnemer op drie afstanden)              | geen kampioen (afgebroken; Herman Söderbäck enige deelnemer op drie afstanden)              |
| 1906 | dag-1: Västra Nedsjön Härryda, Hindås dag-2: Djurgårdsbrunnviken, Stockholm | (dag-1: op 10 februari onderbroken, dag-2: op 4 maart) Mauritz Öholm                        | (dag-1: op 10 februari onderbroken, dag-2: op 4 maart) Mauritz Öholm                        | (dag-1: op 10 februari onderbroken, dag-2: op 4 maart) Mauritz Öholm                        |
| 1907 | Djurgårdsbrunnviken, Stockholm                                              | Mauritz Öholm                                                                               | Olof Hofstedt                                                                               | Jean Pettersson                                                                             |
| 1908 | Kopparvallen, Falun                                                         | Mauritz Öholm                                                                               | Birger Carlsson                                                                             | Jean Pettersson                                                                             |
| 1909 | Djurgårdsbrunnviken, Stockholm                                              | Mauritz Öholm                                                                               | Otto Andersson                                                                              | Gotthard Thourén                                                                            |
| 1910 | Kopparvallen, Falun                                                         | Mauritz Öholm                                                                               | Birger Carlsson                                                                             | Herbert Nordkvist                                                                           |
| 1911 | Hafen (Vid Hammen), Västerås                                                | Otto Andersson                                                                              | Paul Poss                                                                                   | Jean Pettersson                                                                             |
| 1912 | Stadsfjärden, Nyköping                                                      | Otto Andersson                                                                              | Petrus Axelson                                                                              | Paul Poss                                                                                   |
| 1913 | Hammerby Sjö, Stockholm                                                     | Petrus Axelson                                                                              | Harald Karlsson                                                                             | Ernst Cederlöf                                                                              |
|      |                                                                             |                                                                                             |                                                                                             |                                                                                             |
| 1915 | Östermalms, Stockholm                                                       | Paul Zerling                                                                                | Gustaf Wiberg                                                                               | Otto Andersson                                                                              |
| 1916 | Östermalms, Stockholm                                                       | Paul Zerling *                                                                              | Gustaf Wiberg                                                                               | Emerik Larsson                                                                              |
| 1917 | Hammerby Sjö, Stockholm                                                     | Eric Blomberg *                                                                             | Petrus Axelson                                                                              | Gustaf Wiberg                                                                               |
| 1918 | Stockholm stadion, Stockholm                                                | Eric Blomberg *                                                                             | Petrus Axelson                                                                              | Axel Blomqvist                                                                              |
| 1919 | Hammerby Sjö, Stockholm                                                     | Eric Blomberg *                                                                             |                                                                                             |                                                                                             |
| 1920 | Stockholm stadion, Stockholm                                                | Eric Blomberg *                                                                             | Karl-Arvid Hagstedt                                                                         | Erik Wingnér                                                                                |
| 1921 | Tunavallen, Eskilstuna                                                      | Eric Blomberg *                                                                             | Petrus Axelson                                                                              | Karl Johansson                                                                              |
| 1922 | Stockholm stadion, Stockholm                                                | Eric Blomberg *                                                                             | Gustaf Andersson                                                                            | Karl Johansson                                                                              |
| 1923 | Östermalms, Stockholm                                                       | Eric Blomberg *                                                                             | Werner Eriksson                                                                             | Gustaf Andersson                                                                            |
| 1924 | Eyravallen, Örebro                                                          | Eric Blomberg *                                                                             | Gustaf Andersson                                                                            | Werner Eriksson                                                                             |
| 1925 | Stockholm stadion, Stockholm                                                | Werner Eriksson *                                                                           | Erik Wingnér                                                                                | Sven Starck                                                                                 |
| 1926 | Tunavallen, Eskilstuna                                                      | Gustaf Andersson *                                                                          | Eric Blomberg                                                                               | Werner Eriksson                                                                             |
|      |                                                                             |                                                                                             |                                                                                             |                                                                                             |
| 1928 | Kanonberget, Köping                                                         | Gustaf Andersson *                                                                          | Gunnar Almér                                                                                | Georg Rahmberg                                                                              |
| 1929 | Östermalms, Stockholm                                                       | Gustaf Andersson *                                                                          | Georg Rahmberg                                                                              | Gösta Laudon                                                                                |
| 1930 | Eyravallen, Örebro                                                          | Ingvar Lindberg *                                                                           | Ejnar Andersson                                                                             | Gustaf Andersson                                                                            |
| 1931 | Tunavallen, Eskilstuna                                                      | Ingvar Lindberg                                                                             | Gustaf Andersson                                                                            | Georg Rahmberg                                                                              |
| 1932 | Östermalms, Stockholm                                                       | Gunnar Almér                                                                                | Gustaf Andersson Gabeling                                                                   | Georg Rahmberg                                                                              |
| 1933 | Tunavallen, Eskilstuna                                                      | Ingvar Lindberg                                                                             | Gustaf Andersson Gabeling                                                                   | Georg Rahmberg                                                                              |
| 1934 | Östermalms, Stockholm                                                       | Gustaf Andersson Gabeling                                                                   | Gunnar Almér                                                                                | Hilding Franzén                                                                             |
| 1935 | Tunavallen, Eskilstuna                                                      | Axel Allan Johansson *                                                                      | Gustaf Andersson Gabeling                                                                   | Gösta Eriksson                                                                              |
| 1936 | Idrottsplats Enskede, Stockholm                                             | Folke Broman *                                                                              | Ivar Eriksson                                                                               | Evald Andersson                                                                             |
| 1937 | Idrottsplats Enskede, Stockholm                                             | Ejnar Jansson *                                                                             | Gösta Löf                                                                                   | Ivar Eriksson                                                                               |
| 1938 | Idrottsplats Enskede, Stockholm                                             | Axel Allan Johansson *                                                                      | Ejnar Jansson                                                                               | Ivar Eriksson                                                                               |
| 1939 | Borsöknasjön, Eskilstuna                                                    | Göthe Hedlund *                                                                             | Evald Andersson                                                                             | Ejnar Jansson                                                                               |
| 1940 | Tunavallen, Eskilstuna                                                      | Ake Seyffarth *                                                                             | Gunnar Hallkvist                                                                            | Curt Fried                                                                                  |
| 1941 | Eyravallen, Örebro                                                          | Ake Seyffarth *                                                                             | Curt Fried                                                                                  | Folke Broman                                                                                |
| 1942 | Zinkensdamm, Stockholm                                                      | Ake Seyffarth *                                                                             | Göthe Hedlund                                                                               | Gunnar Hallkvist                                                                            |
| 1943 | Travträningsbana, Uppsala                                                   | Gunnar Hallkvist *                                                                          | Ake Seyffarth                                                                               | Göthe Hedlund                                                                               |
| 1944 | Zinkensdamm, Stockholm                                                      | Ake Seyffarth *                                                                             | Göthe Hedlund                                                                               | Gunnar Hallkvist                                                                            |
| 1945 | Tunavallen, Eskilstuna                                                      | Ake Seyffarth *                                                                             | Harry Jansson                                                                               | Göthe Hedlund                                                                               |
| 1946 | Zinkensdamm, Stockholm                                                      | Ake Seyffarth *                                                                             | Harry Jansson                                                                               | Göthe Hedlund                                                                               |
| 1947 | Studenternas, Uppsala                                                       | Göthe Hedlun *                                                                              | Ake Seyffarth                                                                               | Harald Janemar                                                                              |
| 1948 | Zinkensdamm, Stockholm                                                      | Ake Seyffarth *                                                                             | Arne Johansson                                                                              | Curt Karlson                                                                                |
| 1949 | Tunavallen, Eskilstuna                                                      | Göthe Hedlund *                                                                             | Sture Engström                                                                              | Gunnar Hallkvist                                                                            |
| 1950 | Fyrvalla, Östersund                                                         | Göthe Hedlund *                                                                             | Sture Engström                                                                              | Carl-Erik Asplund                                                                           |
| 1951 | Lingonvallen, Arvika                                                        | Carl-Erik Asplund *                                                                         | Göthe Hedlund                                                                               | Curt Karlson                                                                                |
| 1952 | Avestavallen, Avesta                                                        | Sigvard Ericsson *                                                                          | Carl-Erik Asplund                                                                           | John Wickström                                                                              |
| 1953 | Silvervallen, Sala                                                          | Carl-Erik Asplund *                                                                         | Gunnar Ström                                                                                | Olle Dahlberg                                                                               |
| 1954 | Fyrvalla, Östersund                                                         | Sigvard Ericsson *                                                                          | Gunnar Sjölin                                                                               | Olle Dahlberg                                                                               |
| 1955 | Mälarhöjden, Hägersten/Stockholm                                            | Sigvard Ericsson *                                                                          | Olle Dahlberg                                                                               | Gunnar Ström                                                                                |
| 1956 | Tunavallen, Eskilstuna                                                      | Sigvard Ericsson *                                                                          | Gunnar Sjölin                                                                               | Gunnar Ström                                                                                |
| 1957 | Björkvallen, Kristinehamn                                                   | Olle Dahlberg *                                                                             | Gunnar Sjölin                                                                               | Bo Karenus                                                                                  |
| 1958 | Matojärvi, Kiruna                                                           | Olle Dahlberg *                                                                             | Sixten Albinsson                                                                            | Gunnar Sjölin                                                                               |
| 1959 | Kvarnsveden, Borlänge                                                       | Olle Dahlberg *                                                                             | Bo Karenus                                                                                  | Hans Almgren                                                                                |
| 1960 | Ullevi, Göteborg                                                            | Olle Dahlberg *                                                                             | Sixten Albinsson                                                                            | Per-Olof Brogren                                                                            |
| 1961 | Fyrvalla, Östersund                                                         | Ivar Nilsson *                                                                              | Bo Karenus                                                                                  | Göran Slott                                                                                 |
| 1962 | Björkvallen, Kristinehamn                                                   | Göran Slott *                                                                               | Sune Östlund                                                                                | Kjell Bäckman                                                                               |
| 1963 | Studenternas, Uppsala                                                       | Ivar Nilsson                                                                                | Björn Lekman                                                                                | Göran Slott                                                                                 |
| 1964 | Ullevi, Göteborg                                                            | Jonny Nilsson                                                                               | Ivar Nilsson                                                                                | Örjan Sandler                                                                               |
| 1965 | Isbanan, Vänersborg                                                         | Jonny Nilsson                                                                               | Örjan Sandler                                                                               | Ivar Nilsson                                                                                |
| 1966 | Nya Idrottsplatsen, Örnsköldsvik                                            | Jonny Nilsson                                                                               | Johnny Höglin                                                                               | Örjan Sandler                                                                               |
| 1967 | Tunavallen, Eskilstuna                                                      | Jonny Nilsson                                                                               | Örjan Sandler                                                                               | Johnny Höglin                                                                               |
| 1968 | dag 1 (20/01): Björkvallen, Kristinehamn dag 2 (21/01): Tingvalla, Karlstad | Johnny Höglin                                                                               | Jonny Nilsson                                                                               | Göran Claeson                                                                               |
| 1969 | Isstadion, Eskilstuna                                                       | Göran Claeson                                                                               | Örjan Sandler                                                                               | Johnny Höglin                                                                               |
| 1970 | Studenternas, Uppsala                                                       | Göran Claeson                                                                               | Örjan Sandler                                                                               | Johnny Höglin                                                                               |
| 1971 | Strömsvallen, Strömsund                                                     | Göran Claeson                                                                               | Örjan Sandler                                                                               | Johnny Höglin                                                                               |
| 1972 | Ullevi, Göteborg                                                            | Göran Claeson                                                                               | Johnny Höglin                                                                               | Oloph Granath                                                                               |
| 1973 | Östermalms, Stockholm                                                       | Göran Claeson                                                                               | Bo Fransson                                                                                 | Dan Johansson                                                                               |
| 1974 | Tingvalla, Karlstad                                                         | Göran Claeson                                                                               | Örjan Sandler                                                                               | Dan Johansson                                                                               |
| 1975 | Matojärvi, Kiruna                                                           | Göran Claeson                                                                               | Örjan Sandler                                                                               | Lennart Carlsson                                                                            |
| 1976 | Hedlundsbanan, Rättvik                                                      | Lennart Carlsson                                                                            | Dan Johansson                                                                               | Örjan Sandler                                                                               |
| 1977 | Nya Idrottsplatsen, Örnsköldsvik                                            | Jan Junell                                                                                  | Bo Malmström                                                                                | Lennart Carlsson                                                                            |
| 1978 | Östermalms, Stockholm                                                       | Tomas Gustafson                                                                             | Lennart Carlsson                                                                            | Ulf Berggren                                                                                |
| 1979 | dag-1: Matojärvi, Kiruna dag-2: Hedlundsbanan, Rättvik                      | (dag-1: op 27 januari onderbroken, dag-2: op 8 maart) geen kampioen                         | (dag-1: op 27 januari onderbroken, dag-2: op 8 maart) geen kampioen                         | (dag-1: op 27 januari onderbroken, dag-2: op 8 maart) geen kampioen                         |
| 1980 | Isstadion, Eskilstuna                                                       | Ulf Ekstrand                                                                                | Tomas Gustafson                                                                             | Jan Junell                                                                                  |
| 1981 | Ruddalens, Göteborg                                                         | Jan Junell                                                                                  | Tomas Gustafson                                                                             | Ulf Ekstrand                                                                                |
| 1982 | Tingvalla, Karlstad                                                         | Tomas Gustafson                                                                             | Jan Junell                                                                                  | Claes Bengtsson                                                                             |
| 1983 | Larckbäkken, Sala                                                           | Tomas Gustafson                                                                             | Jan Junell                                                                                  | Hans Magnusson                                                                              |
| 1984 | Lövsta, Östersund                                                           | geen kampioen (Top-3 over drie afstanden: Tomas Gustafson, Jan Junell, Ulf Ekstrand)        | geen kampioen (Top-3 over drie afstanden: Tomas Gustafson, Jan Junell, Ulf Ekstrand)        | geen kampioen (Top-3 over drie afstanden: Tomas Gustafson, Jan Junell, Ulf Ekstrand)        |
| 1985 | Östermalms, Stockholm                                                       | geen kampioen (Top-3 over drie afstanden: Tomas Gustafson, Claes Bengtsson, Hans Magnusson) | geen kampioen (Top-3 over drie afstanden: Tomas Gustafson, Claes Bengtsson, Hans Magnusson) | geen kampioen (Top-3 over drie afstanden: Tomas Gustafson, Claes Bengtsson, Hans Magnusson) |
| 1986 | Hagaström, Gävle                                                            | Tomas Gustafson                                                                             | Joakim Karlberg                                                                             | Hans Magnusson                                                                              |
| 1987 | Solberga, Askersund                                                         | Joakim Karlberg                                                                             | Tomas Gustafson                                                                             | Hans Magnusson                                                                              |
| 1988 | Isstadion, Eskilstuna                                                       | Tomas Gustafson                                                                             | Joakim Karlberg                                                                             | Peter Johansson                                                                             |
| 1989 | Strömsvallen, Strömsund                                                     | Tomas Gustafson                                                                             | Joakim Karlberg                                                                             | Per Bengtsson                                                                               |
| 1990 | Larckbäkken, Sala                                                           | Tomas Gustafson                                                                             | Per Bengtsson                                                                               | Jonas Schön                                                                                 |
| 1991 | Strömsvallen, Strömsund                                                     | Tomas Gustafson                                                                             | Per Bengtsson                                                                               | Joakim Karlberg                                                                             |
| 1992 | Ruddalens, Göteborg                                                         | Per Bengtsson                                                                               | Joakim Karlberg                                                                             | Jonas Schön                                                                                 |
| 1993 | Gärdabanan, Sundsvall                                                       | Jonas Schön                                                                                 | Per Bengtsson                                                                               | Rickard Garbell                                                                             |
| 1994 | Tingvalla, Karlstad                                                         | Jonas Schön                                                                                 | Per Bengtsson                                                                               | Jonas Tronêt                                                                                |
| 1995 | Tingvalla, Karlstad                                                         | Jonas Schön                                                                                 | Per Bengtsson                                                                               | Daniel Vitén                                                                                |
| 1996 | Ruddalens, Göteborg                                                         | Jonas Schön                                                                                 | Rickard Garbell                                                                             | Daniel Vitén                                                                                |
| 1997 | Isstadion, Eskilstuna                                                       | Jonas Schön                                                                                 | Sebastian Falk                                                                              | Stefan Hassel                                                                               |
| 1998 | Östermalms, Stockholm                                                       | Sebastian Falk                                                                              | Daniel Vitén                                                                                | Niklas Larsson                                                                              |
| 1999 | Gärdabanan, Sundsvall                                                       | Johan Röjler                                                                                | Daniel Vitén                                                                                | Sebastian Falk                                                                              |
| 2000 | Ruddalens, Göteborg                                                         | Johan Röjler                                                                                | Stefan Hassel                                                                               | Daniel Vitén                                                                                |
| 2001 | Gärdabanan, Sundsvall                                                       | Sebastian Falk                                                                              | Johan Röjler                                                                                | Eric Zachrisson                                                                             |
| 2002 | Norra, Sandviken                                                            | Sebastian Falk                                                                              | Anders Vallner                                                                              | Tobias Morell                                                                               |
| 2003 | Östermalms, Stockholm                                                       | Johan Röjler                                                                                | Sebastian Falk                                                                              | Stefan Hassel                                                                               |
| 2004 | Hagaström, Gävle                                                            | Johan Röjler                                                                                | Sebastian Falk                                                                              | Mattias Falk                                                                                |
| 2005 | Hagaström, Gävle                                                            | Johan Röjler                                                                                | Sebastian Falk                                                                              | Mattias Falk                                                                                |
| 2006 | Rudhallen, Göteborg                                                         | Sebastian Falk                                                                              | Joel Eriksson                                                                               | Stefan Hassel                                                                               |
| 2007 | Östermalms, Stockholm                                                       | Johan Röjler                                                                                | Daniel Friberg                                                                              | Fredrik Karlsson                                                                            |
| 2008 | Rudhallen, Göteborg                                                         | Johan Röjler                                                                                | Joel Eriksson                                                                               | Ola Röjler                                                                                  |
| 2009 | Hagaström, Gävle                                                            | Johan Röjler                                                                                | Ola Röjler                                                                                  | Stefan Hassel                                                                               |
| 2010 | Östermalms, Stockholm                                                       | Johan Röjler                                                                                | Joel Eriksson                                                                               | Ola Röjler                                                                                  |
| 2011 | Gärdabanan, Sundsvall                                                       | Johan Röjler                                                                                | Daniel Friberg                                                                              | Ola Röjler                                                                                  |
| 2012 | Fyrvalla, Östersund                                                         | Johan Röjler                                                                                | Ola Röjler                                                                                  | Sebastian Falk                                                                              |
| 2013 | Östermalms, Stockholm                                                       | David Andersson                                                                             | Nils van der Poel                                                                           | Johan Röjler                                                                                |
| 2014 | Studenternas, Uppsala                                                       | David Andersson                                                                             | Nils van der Poel                                                                           | Hampus Larsson                                                                              |
| 2015 | Rudhallen, Göteborg                                                         | David Andersson                                                                             | Hampus Larsson                                                                              | David Hjalmarsson                                                                           |
| 2016 | Rudhallen, Göteborg                                                         | David Andersson                                                                             | Nils van der Poel                                                                           | David Hjalmarsson                                                                           |
| 2017 | Östermalms, Stockholm                                                       | Nils van der Poel                                                                           | David Andersson                                                                             | Johan Röjler                                                                                |
| 2018 | Rudhallen, Göteborg                                                         | Nils van der Poel                                                                           | Wilhelm Ekensskär                                                                           | David Karlingsjö                                                                            |
| 2019 | Östermalms, Stockholm                                                       | Johan Röjler                                                                                | Wilhelm Ekensskär                                                                           | Per Bengtsson                                                                               |

## Vrouwen
De kampioenschappen worden verreden over de grote vierkamp bij de vrouwen (500, 1500, 3000 en 5000 meter). Tot en met 1982 werd het kampioenschap over de kleine vierkamp (500, 1000, 1500, 3000 meter) verreden. In 1952 was het een vierkamp over 500, 1000, 3000 en 5000 meter. In 2011 en 2012 werd de 5000 meter middels de massastart verreden.
| Jaar                          | IJsbaan, Plaats                  | Goud                          | Zilver                        | Brons                         |
| 1951-1965: officieus toernooi | 1951-1965: officieus toernooi    | 1951-1965: officieus toernooi | 1951-1965: officieus toernooi | 1951-1965: officieus toernooi |
| ----------------------------- | -------------------------------- | ----------------------------- | ----------------------------- | ----------------------------- |
| 1951                          | Tunavallen, Eskilstuna           | Maj-Britt Almer               | Sylvia Ekberg-Karlsson        | Anne-Marie Landström          |
| 1952                          | Härlanda Tjärn, Göteborg         | Maj-Britt Almer               | Gunnel Gunlöv                 | Elin Skålind                  |
| 1953                          | Isbanan, Sandarne-Soderhamn      | Maj-Britt Almer               | Ingrid Högberg                | Gunnel Gunlöv                 |
| 1954                          | Johanneshovs, Stockholm          | Inger Brusven                 | Gunnel Gunlöv                 | Ingrid Högberg                |
| 1955                          | Isbanan, Sandarne-Soderhamn      | Inger Brusven                 | Solveig Andersson             | Christina Lindblom-Scherling  |
| 1956                          | Björkvallen, Kristinehamn        | Christina Lindblom-Scherling  | Inger Brusven                 | Britta Lindström              |
| 1957                          | Kvarnsveden, Borlänge            | Christina Lindblom-Scherling  | Inger Sandin                  | Inger Brusven                 |
| 1958                          | Ramundervallen, Laxå             | Christina Lindblom-Scherling  | Inger Sandin                  | Christina Rödén               |
| 1959                          | Nackabanan, Sundsvall            | Christina Lindblom-Scherling  | Elsa Einarsson                | Gunnel Elfman                 |
| 1960                          | Strömsvallen, Strömsund          | Christina Lindblom-Scherling  | Elsa Einarsson                | Inger Sandin                  |
| 1961                          | Rocklunda, Västerås              | Christina Lindblom-Scherling  | Elsa Einarsson                | Inger Eriksson                |
| 1962                          | Lidingövallen, Lidingö           | Christina Lindblom-Scherling  | Inger Eriksson                | Christina Wuopio-Karlsson     |
| 1963                          | Kvarnsveden, Borlänge            | Christina Lindblom-Scherling  | Gunilla Jacobsson             | Christina Wuopio-Karlsson     |
| 1964                          | Studenternas, Uppsala            | Inger Eriksson                | Gunilla Jacobsson             | Christina Lindblom-Scherling  |
| 1965                          | Ullevi, Göteborg                 | Christina Lindblom-Scherling  | Christina Wuopio-Karlsson     | Gunilla Jacobsson             |
| Officieel kampioenschap       |                                  |                               |                               |                               |
| 1966                          | Stålringen, Hofors               | Christina Wuopio-Karlsson     | Ylva Langermo-Hedlund         | Ulla Karlsson-Hermansson      |
| 1967                          | Rocklunda, Västerås              | Christina Lindblom-Scherling  | Ylva Langermo-Hedlund         | Yvonn Ahlander                |
| 1968                          | Lidingövallen, Lidingö           | Christina Lindblom-Scherling  | Ylva Langermo-Hedlund         | Christina Wuopio-Karlsson     |
| 1969                          | Nackstabanan, Sundsvall          | Ylva Langermo-Hedlund         | Christina Wuopio-Karlsson     | Christina Lindblom-Scherling  |
| 1970                          | Björkvallen, Kristinehamn        | Christina Lindblom-Scherling  | Ylva Langermo-Hedlund         | Christina Wuopio-Karlsson     |
| 1971                          | Östermalms, Stockholm            | Ylva Langermo-Hedlund         | Ann-Sofie Järnström           | Marianne Andersson            |
| 1972                          | Trängens, Örebro                 | Ylva Langermo-Hedlund         | Sylvia Filipsson              | Ann-Sofie Järnström           |
| 1973                          | Ullevi, Göteborg                 | Ann-Sofie Järnström           | Sylvia Filipsson              | Ylva Langermo-Hedlund         |
| 1974                          | Strömsvallen, Strömsund          | Ann-Sofie Järnström           | Sylvia Filipsson              | Ingmar Larsson                |
| 1975                          | Hedlundsbanan, Rättvik           | Sylvia Filipsson              | Ann-Sofie Järnström           | Anna Lenner                   |
| 1976                          | Tingvalla, Karlstad              | Sylvia Filipsson              | Anna Lenner                   | Christina Larsson             |
| 1977                          | Nya Idrottsplatsen, Örnsköldsvik | Sylvia Filipsson              | Elisabeth Öhlin               | Annette Karlsson              |
| 1978                          | Strömsvallen, Strömsund          | Sylvia Filipsson              | Annette Karlsson              | Linda Palle                   |
| 1979                          | Isstadion, Eskilstuna            | Sylvia Filipsson              | Annette Karlsson              | Linda Palle                   |
| 1980                          | Isstadion, Eskilstuna            | Sylvia Filipsson              | Linda Palle                   | Annette Karlsson              |
| 1981                          | Ruddalens, Göteborg              | Annette Carlén-Karlsson       | Karin Rybäck                  | Linda Palle                   |
| 1982                          | Tingvalla, Karlstad              | Annette Carlén-Karlsson       | Karin Rybäck                  | Linda Palle                   |
|                               |                                  |                               |                               |                               |
| 1983                          | Ruddalens, Göteborg              | Annette Carlén-Karlsson       | Rose-Marie Karlsson           | Jasmin Krohn                  |
| 1984                          | Studenternas, Uppsala            | Annette Carlén-Karlsson       | Ylva Fors                     | Annika Carlsson               |
| 1985                          | Östermalms, Stockholm            | Annette Carlén-Karlsson       | Jasmin Krohn                  | Ylva Fors                     |
| 1986                          | Ruddalens, Göteborg              | Annette Carlén-Karlsson       | Jasmin Krohn                  | Anette Hammarin               |
| 1987                          | Tingvalla, Karlstad              | Annette Carlén-Karlsson       | Jasmin Krohn                  | Ylva Fors                     |
| 1988                          | Isstadion, Eskilstuna            | Jasmin Krohn                  | Lena Andersson                | Ylva Fors                     |
| 1989                          | Strömsvallen, Strömsund          | Jasmin Krohn                  | Ylva Fors                     | Brigatta Ranudd               |
| 1990                          | Larckbäkken, Sala                | Jasmin Krohn                  | Brigatta Ranudd               | Malin Järf                    |
| 1991                          | Strömsvallen, Strömsund          | Jasmin Krohn                  | Annika Wilhelmsson            | Malin Järf                    |
| 1992                          | Ruddalens, Göteborg              | Jasmin Krohn                  | Christina Schön               | Sofia Larsson                 |
| 1993                          | Gärdabanan, Sundsvall            | Jasmin Krohn                  | Christina Schön               | Yvonne Lundin-Olofsson        |
| 1994                          | Tingvalla, Karlstad              | Christina Schön               | Jasmin Krohn                  | Sofia Larsson                 |
| 1995                          | Tingvalla, Karlstad              | Christina Schön               | Sofia Larsson                 | Lina Eriksson                 |
| 1996                          | Ruddalens, Göteborg              | Christina Schön               | Sofia Larsson                 | Anna Björemark                |
| 1997                          | Isstadion, Eskilstuna            | Christina Schön               | Anna Björemark                | Sofia Larsson                 |
| 1998                          | Östermalms, Stockholm            | Anna Björemark                | Lina Eriksson                 | Anna Karlsson                 |
| 1999                          | Gärdabanan, Sundsvall            | Anna Björemark                | Anna Karlsson                 | Veronica Eliasson             |
| 2000                          | Ruddalens, Göteborg              | Sofia Albertsson              | Anna Björemark                | Anna Karlsson                 |
| 2001                          | Gärdabanan, Sundsvall            | Sofia Albertsson              | Anna Karlsson                 | Anna Hånell                   |
| 2002                          | Norra, Sandviken                 | Sofia Albertsson              | Sara Andersson                | Anna Karlsson                 |
| 2003                          | Östermalms, Stockholm            | Sofia Albertsson              | Marita Johansson              | Christina Schön               |
| 2004                          | Hagaström, Gävle                 | Sofia Albertsson              | Sara Andersson                | Helen Hadders                 |
| 2005                          | Hagaström, Gävle                 | Sofia Albertsson              | Marita Johansson              | Sara Andersson                |
| 2006                          | Rudhallen, Göteborg              | Sofia Albertsson              | Marita Johansson              | Sara Andersson                |
| 2007                          | Östermalms, Stockholm            | Marita Johansson              | Anna Hånell                   | Madeleine Wennberg            |
| 2008                          | Rudhallen, Göteborg              | Marita Johansson              | Emma Andersson                | Johanna Östlund               |
| 2009                          | Hagaström, Gävle                 | Marita Johansson              | Emma Wallgren                 | Johanna Östlund               |
| 2010                          | Östermalms, Stockholm            | Sara Andersson                | Linnea Sjöblom                | Louise Wisting                |
| 2011                          | Gärdabanan, Sundsvall            | Johanna Östlund               | Linnea Sjöblom                | Helena Gustafsson             |
| 2012                          | Fyrvalla, Östersund              | Johanna Östlund               | Helena Gustafsson             | Caroline Karlsson             |
| 2013                          | Östermalms, Stockholm            | Eva Lagrange                  | Linnea Sjöblom                | Hanna van der Poel            |
| 2014                          | Studenternas, Uppsala            | Eva Lagrange                  | Tilda Carlsson                | Karolin Palmertz-Cerne        |
| 2015                          | Rudhallen, Göteborg              | Eva Lagrange                  | Karolin Palmertz-Cerne        | Anna Andersson                |
| 2016                          | Rudhallen, Göteborg              | Eva Lagrange                  | Johanna Östlund               | Amanda Hallberg               |
| 2017                          | Östermalms, Stockholm            | Eva Lagrange                  | Elin Fryckberg                | Karolin Palmertz-Cerne        |
| 2018                          | Rudhallen, Göteborg              | Anne-Marie Lindqvist          | Elin Fryckberg                | Karolin Palmertz-Cerne        |
| 2019                          | Östermalms, Stockholm            | Erika Lindgren                | Eva Lagrange                  | Karolin Palmertz-Cerne        |

 Argentinië · 
 België · 
 Bohemen · 
 Canada · 
 China · 
 DDR · 
 Duitsland (mannen) - (vrouwen) · 
 Estland · 
 Finland · 
 Frankrijk · 
 Hongarije · 
 IJsland · 
 Italië · 
 Japan · 
 Kazachstan · 
 Mongolië · 
 Nederland (mannen) - (vrouwen) · 
 Nieuw-Zeeland ·
 Noorwegen (mannen) - (vrouwen) · 
 Oekraïne · 
 Oostenrijk · 
 Polen · 
 Roemenië · 
 Rusland · 
 Tsjechië · 
 Verenigde Staten · 
 Wit-Rusland · 
 Zuid-Korea · 
 Zweden · 
 Zwitserland